# ジョセフ・ハイスター
ジョセフ・ハイスター（Joseph Hiester, 1752年11月18日 - 1832年6月10日）は、アメリカ合衆国の政治家。1820年から1823年まで第5代ペンシルベニア州知事を務めた。

## 生い立ちと初期の経歴
1752年11月18日、ジョセフ・ハイスターはペンシルベニア植民地のバークス郡バーン郡区においてドイツ系移民の家庭に誕生した。両親は農場を経営しており、ハイスターは1771年まで農場作業の支援を行った。ハイスターは地元の公立学校で教育を受け、商業の世界に関心を示した。
1770年代初頭、ハイスターはホイッグ党を支持し、植民地政府による統治に異議を唱えた。ハイスターは1776年の革命協議会に参加し、アメリカ独立戦争期におけるペンシルベニアの指導者の1人となった。ハイスターは独立を目指す民兵隊で大尉となり、兵士の育成に努めた。1776年のロングアイランドの戦いではハイスターの民兵隊の多くが死傷し、ハイスターはイギリス軍に拘束された。ハイスターはイギリスの囚人船に収容され、厳しい処置を受けた。その後ハイスターは捕虜交換によって釈放され、レディングの自宅で療養した。1777年、回復したハイスターはジャーマンタウンの戦いに大佐として参加したが、頭部にやや重い傷を負った。独立戦争後、ハイスターは義父アダム・ホイットマンと共同で事業を興したが、まもなく政治に関心を移した。

## ペンシルベニア州での政治
1779年、ハイスターは独立戦争に対する「反逆者」の財産差押えを協議する委員会のメンバーを務めた。1787年から1890年まではペンシルベニア州下院議員を務め、1787年12月にはペンシルベニア州代表としてアメリカ合衆国憲法への批准署名を行った。1789年から1790年にかけてはペンシルベニア州憲法制定会議に参加した。1790年から1794年まではペンシルベニア州上院議員を務めた。
1797年、ハイスターは欠員充当のため民主共和党から連邦下院議員に選出された。ハイスターは1798年、1800年、1802年の改選でも再選し、1805年まで4期連続で連邦下院議員を務めた。1807年、ハイスターはペンシルベニア州民兵で少将に委任された。
1810年以降、ハイスターは民主共和党の中でも保守派の人物として際立ち、硬直化した党幹部の会合を批判した。ハイスターは1815年に連邦下院議員に再選し、1820年12月に辞任した。またハイスターは1817年にペンシルベニア州知事選挙に立候補したが、同じく民主共和党から立候補したウィリアム・フィンドレイに敗北した。
1820年、ハイスターは民主共和党の統一支持を受け、ペンシルベニア州知事に当選した。ハイスターは州民に対して安価な追加教育システムを提供し、賞賛を受けた。その一方で社会進歩も急速に進んだため、保守派の知事ハイスターに高い支持は集まらなかった。ハイスターは州議会議事堂の落成式を主催した。

## 晩年
ハイスターは1823年12月に州知事の任期を満了した後、レディングに戻り、農場経営や事業活動を再開した。1832年6月10日、ハイスターはレディングの自宅で死去した。ハイスターの遺体はレディング市内の改革派教会墓地に埋葬され、その後チャールズ・エヴァンズ墓地に移葬された。

## 家族
ジョセフ・ハイスターの父親はジョン・ハイスター (John Hiester, 1707-1757)、母親はメアリー・バーバラ・エプラー (Mary Barbara Epler, 1732-1809) で、ともにドイツからの移民であった。ハイスターは1771年にフィラデルフィアでエリザベス・ホイットマン (Elizabeth Whitman, 1750-1825) と結婚した。2人の間には以下の子供が生まれた。ドイツ語では「ヒースター」と発音された。
1. アン・エリザベス・ハイスター (Ann Elizabeth Hiester, 1766-1846)
2. キャサリン・ハイスター (Catherine Hiester,  1772-1833)
3. ジョン・シルヴァヌス・ハイスター (John Sylvanus Hiester, 1774-1849)
4. レベッカ・ハイスター (Rebecca Hiester, 1781-1841)
5. アダム・ウィットマン・ハイスター (Adam Witman Hiester, 1784-????)
6. メアリー・エリザベス・ハイスター (Mary Elizabeth Hiester, 1778-1826) - ヘンリー・オーガスタス・フィリップ・ミューレンバーグと結婚。